# Juan Miguel Callejón Bueno
Juan Miguel Callejón Bueno   (Motril, 11 de febrer de 1987) és un futbolista andalús que juga com a migcampista, actualment a l'Oriola CF.
És germà bessó del també futbolista José María Callejón Bueno.